# Eduardo Barrios

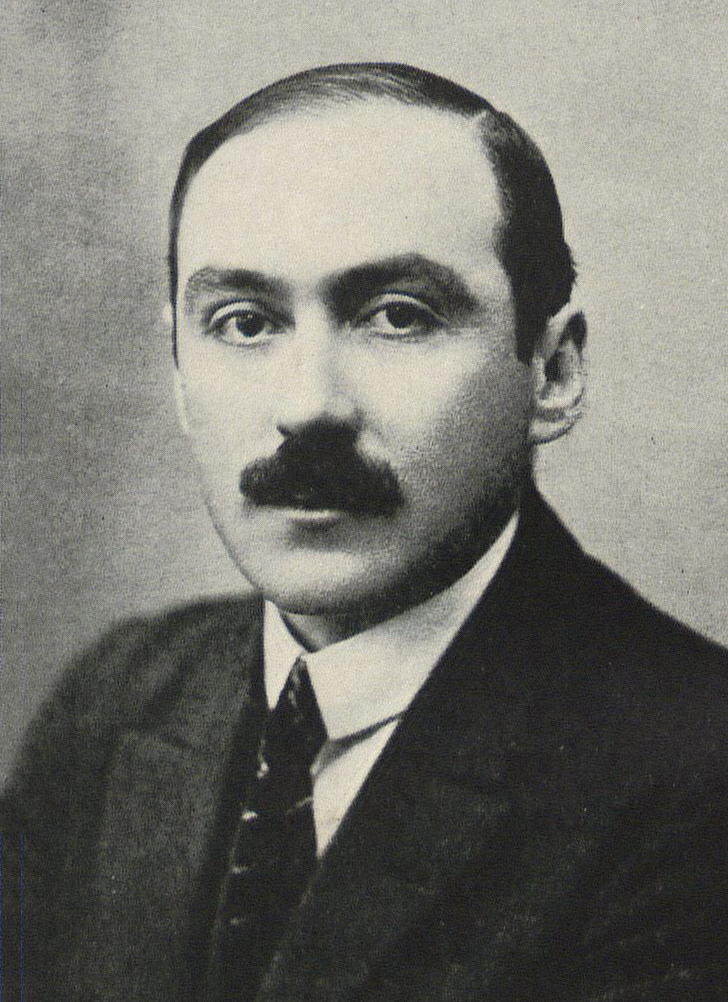
Eduardo Barrios Hudtwalcker

Eduardo Barrios (* 25. Oktober 1884 in Valparaíso; † 13. September 1963 in Santiago) war ein chilenischer Erzähler und Dramatiker in der Tradition des Realismus. Außerdem war er zweimal kurzzeitig Staatsminister für Bildung: zwischen November 1927 und Oktober 1928 sowie von Oktober 1953 bis Juni 1954.

## Leben und Werk
Barrios’ Mutter stammte aus Peru. Da sein Vater, ein chilenischer Offizier, wenige Jahre nach der Geburt des Sohnes starb, verbrachte Barrios seine Kindheit überwiegend in Lima. 1900 nach Chile zurückgekehrt, besuchte er ein College und eine Militärakademie, erwies sich jedoch als zu wenig anpassungsfähig, um wie sein Vater die Offizierslaufbahn einzuschlagen. Stattdessen zog er als Gelegenheitsarbeiter für mehrere Jahre durch Lateinamerika. Er hielt sich u. a. als Lastträger, Zirkusakrobat, Goldgräber über Wasser. Wieder in Chile, arbeitete er ab 1909 in der Universitätsverwaltung, dann als Stenograph der Abgeordnetenkammer, bis er schließlich Kurator der Nationalbibliothek wurde. Daneben machte er sich mit journalistischen Arbeiten einen Namen, etwa für die Zeitungen La Mañana und El Mercurio und die Zeitschrift Zig Zag. Von 1927 bis zu seiner Pensionierung 1960 war Barrios Direktor der staatlichen Bibliotheken, mit einer kurzen Unterbrechung als Bildungsminister (in der Regierung Carlos Ibáñez del Campo).
Sein Debüt als Erzähler hatte er 1907 mit dem Buch Die Natur – realistische Geschichten, die einige Kritiker an Hugo oder Zola erinnern. Seinen Durchbruch hatte er 1915 mit dem Roman Der Junge, der verrückt vor Liebe war, in dem er die „wahnsinnige“, letztlich tragische Liebe eines Kindes zu einer erwachsenen Frau aufrollt. Im Mittelpunkt des preisgekrönten Romans Der Huaso von 1948 steht ein ehemaliger Gutsbesitzer, José Pedro Valverde. Barrioso erweist hier seine kenntnisreichen Sympathien für die ländliche Bevölkerung. Nach Zuerkennung des Premio Nacional de Literatura 1946 und des Premio Atenea der Universidad de Concepción 1948 für Gran señor y rajadiablos wurde Barrios 1953 in die chilenische Akademie der Sprache und der Künste berufen.

## Werke
- Del natural, Erzählungen, 1907
- Mercaderes en el templo, Drama, 1910 (Wettbewerbsgewinner)
- Por el decoro, Drama, 1913
- Lo que niega la vida, Drama, 1914
- El niño que enloqueció de amor, Roman, 1915[2]
- Vivir, Drama, 1916
- Un Perdido, Roman, 1918[3]
- Papá y mamá, Erzählungen, 1920
- El hermano asno, Roman, 1922 (schildert das Leben in einem franziskanischen Kloster)
- Páginas de un pobre diablo, Erzählungen, 1923
- Y la vida sigue, Erzählungen, 1925
- Tamarugal, Roman 1944
- Teatro escogido, Ausgewählte Dramen, 1947
- Gran señor y rajadiablos, Roman, 1948 (dts. Der Huaso: Chile-Roman, München 1961)
- Los Hombres del Hombre, Roman, 1950